# سردار (عنوان)
سردار واژه‌ای فارسی و عنوانیست که برای شاهزادگان، اشرف زادگان و فرماندهان استفاده می‌شد. این عنوان در فارسی معادل امیر در عربی است.

عنوان سردار به صورت تاریخی در ایران، میان رودان (عراق و سوریه)، آسیای جنوبی (هند، پاکستان و نپال)، قفقاز، آسیای مرکزی، بالکان و مصر به کار می‌رفته است.